# Igor Corman
Igor Corman (ur. 17 grudnia 1969 w Ciulucani w rejonie Telenești) – mołdawski polityk, historyk i dyplomata, były przewodniczący Parlamentu Republiki Mołdawii.

## Życiorys
W 1990 ukończył historię na Państwowym Uniwersytecie Mołdawskim w Kiszyniowie. Kształcił się następnie na wydziale historii Uniwersytetu Aleksandra Jana Cuzy w Jassach, uzyskał stopień doktora. W 1995 rozpoczął pracę w mołdawskim Ministerstwie Spraw Zagranicznych jako urzędnik wydziału analiz politycznych i planowania. Od 1997 zatrudniony w ambasadzie Mołdawii w Niemczech, był kolejno trzecim, drugim i pierwszym sekretarzem placówki ds. politycznych, a także chargé d'affaires ad interim. Po powrocie do kraju w latach 2001–2003 zajmował stanowisko dyrektora generalnego MSZ ds. Europy i Ameryki Północnej. Następnie od 2004 do 2009 pełnił funkcję ambasadora w Niemczech, będąc również akredytowanym w Danii.
W 2009 dołączył do nowo utworzonej Demokratycznej Partii Mołdawii, w lipcu tegoż roku został wybrany na posła do mołdawskiego parlamentu. Uzyskał reelekcję w kolejnych wyborach w 2010. W trakcie kadencji, 30 maja 2013, wybrano go na urząd przewodniczącego Parlamentu Republiki Mołdawii. Pełnił tę funkcję do końca kadencji, uzyskując również z ramienia demokratów parlamentarną reelekcję w 2014.